# Davide Boifava
Davide Boifava (Nuvolento, Llombardia, 14 de novembre de 1946) va ser un ciclista italià, que fou professional entre 1968 i 1978. Els seus principals èxits esportius foren dues victòries d'etapa al Giro d'Itàlia.
Una vegada retirat del qual a ciclista passà a ser director de diferents equips ciclistes, com el Carrera, l'ASICS, per retirar-se definitivament el 2007 a l'equip LPR. Amb tots ells aconseguí notables triomfs, com ara el Giro d'Itàlia de 1986, amb Roberto Visentini; la Volta a Espanya de 1981 i el Giro del mateix any, amb Giovanni Battaglin; i el Tour, el Giro i el Campionat del món de 1987, amb Stephen Roche. Altres ciclistes als quals va dirigir foren Claudio Chiappucci o Marco Pantani.

## Palmarès
- 1966
  - 1r al Trofeu Alcide De Gasperi
- 1968
  - Vencedor d'una etapa al Tour de l'Avenir
- 1969
  - Campió d'Itàlia de persecució
  - 1r a la Volta a Luxemburg
  - 1r a la Cronostafetta i vencedor d'una etapa
  - 1r al GP Marina di Massa-Pian della Fioba
  - Vencedor d'una etapa al Giro d'Itàlia
- 1970
  - 1r al Giro de la Romanya
- 1971
  - Vencedor d'una etapa al Giro d'Itàlia
- 1972
  - 1r a Ponte-a-Egola
  - 1r al Trofeu Matteotti
  - 1r al GP Montelupo
- 1973
  - Campió d'Itàlia de persecució
  - 1r a Gavardo
- 1974
  - 1r a Poggio a Caiano
- 1976
  - 1r a Salo

### Resultats al Tour de França
- 1970. Abandona (12a etapa)
- 1971. Abandona (16a etapa)

### Resultats al Giro d'Itàlia
- 1969. 15è de la classificació general. Vencedor d'una etapa. Porta la maglia rosa durant 1 etapa
- 1971. 26è de la classificació general. Vencedor d'una etapa
- 1972. Abandona (12a etapa A)
- 1973. 58è de la classificació general
- 1975. 11è de la classificació general
- 1976. 47è de la classificació general
- 1978. 74è de la classificació general